# Alam Kuh
ʿAlam-Kūh (em persa: علم کوه; ou: Alam Kooh) - Monte Alam - é uma montanha na cordilheira Elbruz no norte do Irão, na província de Mazandaran, e que é um pico do maciço Takht-e Suleyman. Fica localizado no distrito de Kelardasht, entre Teerão e o mar Cáspio. O seu cume atinge 4848 metros, tornando-o a segunda mais alta montanha do Irão, apenas ultrapassada pelo monte Damavand.
A vertente norte granítica é muito inclinada, de 800 metros, e proporciona algumas das rotas de montanha mais difíceis e interessantes no país e a ascensão estaria à altura das principais rotas de escalada dos Alpes europeus. Além de alpinistas locais, a vertente norte atrai grupos de alpinistas europeus. A primeira ascensão conhecida é a de um grupo alemão, Gorter/Steinauer em 1936 por la cresta noroeste. Posteriormente, equipas francesas e polacas estabeleceram outras rotas na vertente norte durante a década de 1960 e a década de 1970, sendo rotas de vários dias de dificuldade alpina alta e uma equipa britânica segui-los-ia em 1978.
A maior parte das cordas fixas ficaram severamente danificadas durante um grande sismo e a consequente queda de rochas em 2003. A montanha ficou encerrada a escaladores durante alguns meses devido ao risco de quedas da montanha e cabos soltos.